# PT-76
PT-76（Ob-740）は、ソビエト連邦が開発した水陸両用の軽戦車である。

## 概要
1951年から量産が開始され、改良されつつ現在でも使用されている。
PT-76は、水陸両用軽戦車としてはかなりの成功作と言えるが、火力が第二次世界大戦後期には既に陳腐化していた76.2mm口径の戦車砲であったため、用兵者からは火力の強化が求められた。この要求に答えるためにPT-76のコンポーネントを流用し、火力を強化したPT-85（Ob-906）が試作されたが開発中止になってしまった。その後もOb-685やOb-934などの浮航戦車が開発されたが、資金難などの理由により全て試作の域を脱しないまま終わってしまった。ただし、主力歩兵戦闘車BMP-2の後継であるBMP-3歩兵戦闘車はOb-685の設計を基にしており、高い浮上航行能力をもつ。このため、100mm低圧砲を搭載するBMP-3を、PT-76の後継車とする説がある。
また、PT-76の車体は信頼性に富み、大型であることもあり、装甲兵員輸送車型のBTR-50やそのライセンス生産型のOT-62 TOPASが開発された他、FROG-2として知られる2K1 マルスやFROG-3・FROG-5として知られる2K6 ルナなどの戦術ロケットの自走式発射台やZSU-23-4自走式対空砲、ASU-85空挺戦車などのベース車体となった。

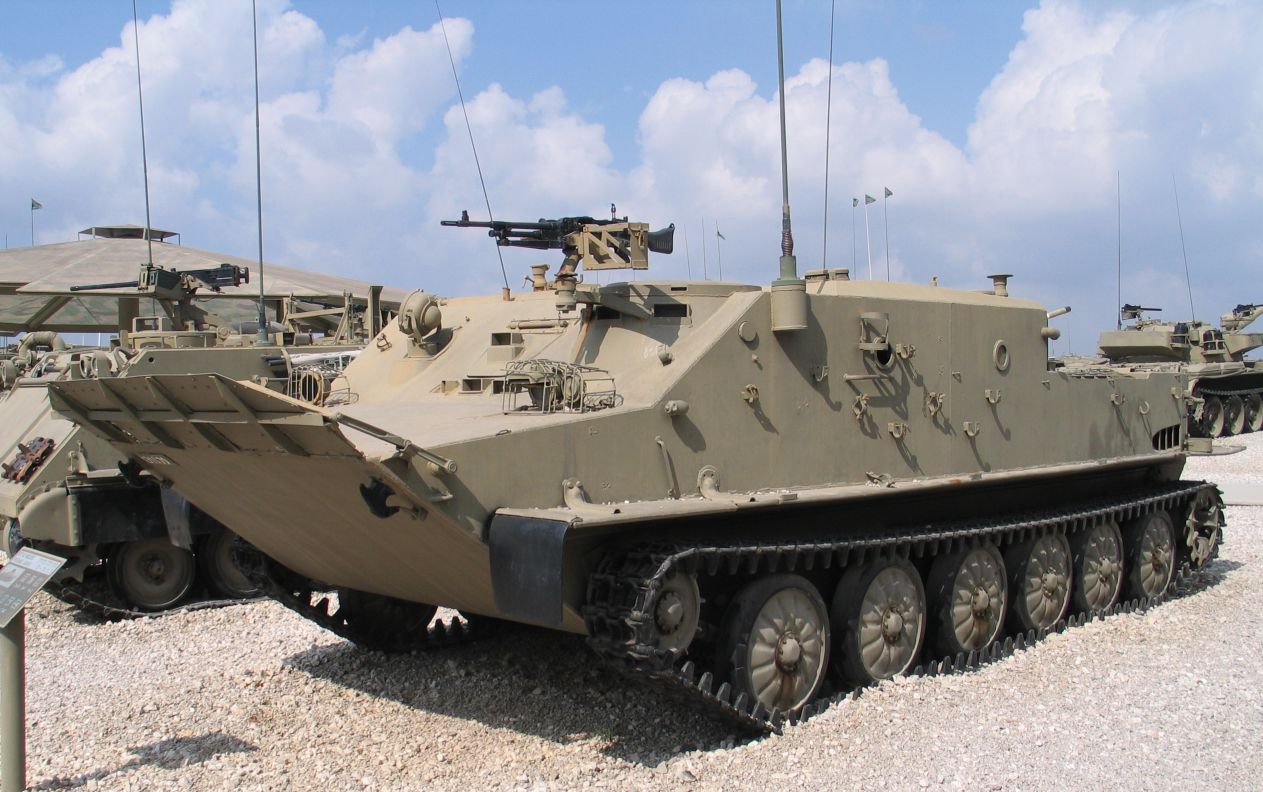
BTR-50
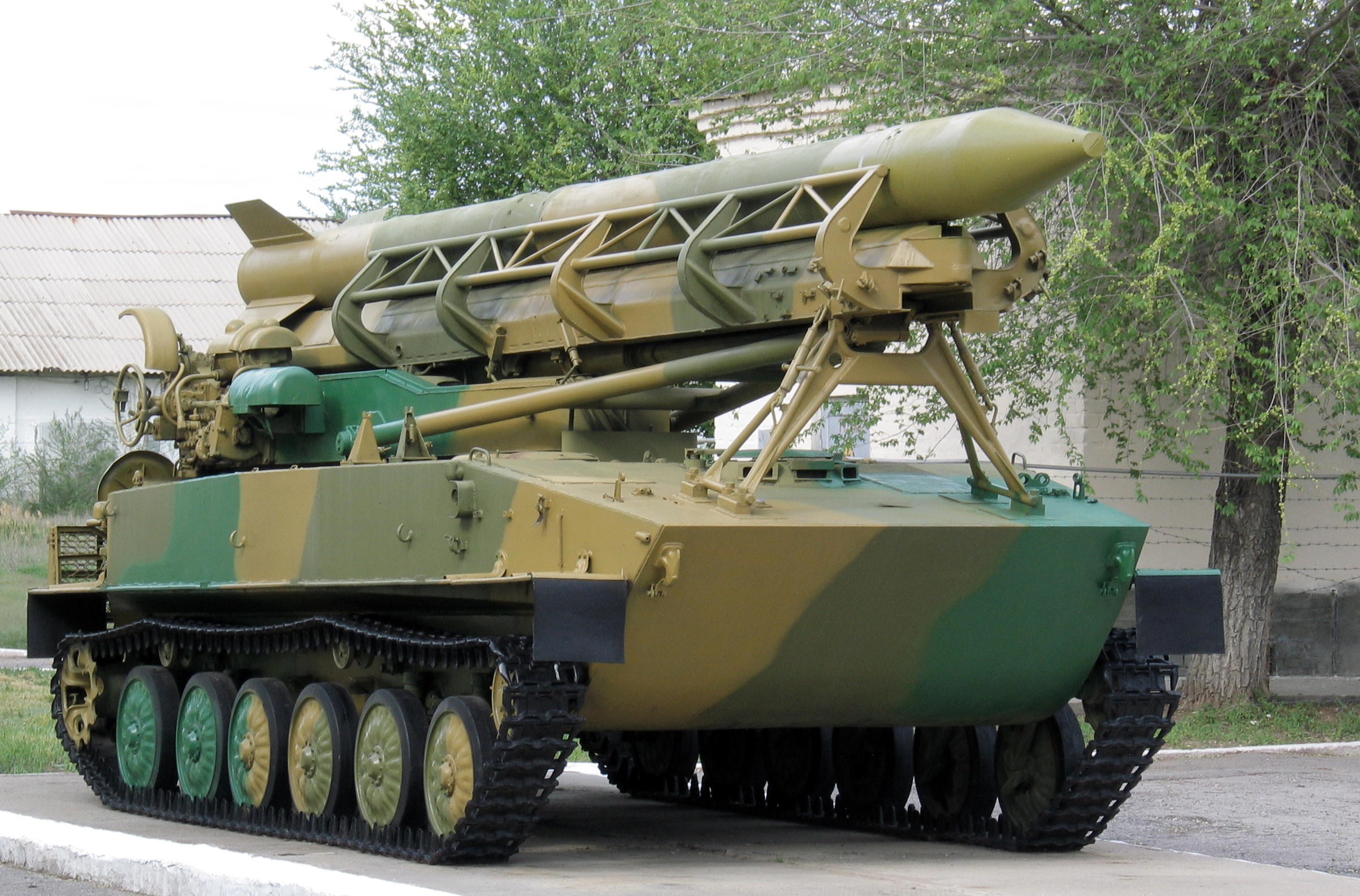
2K6 ルナ
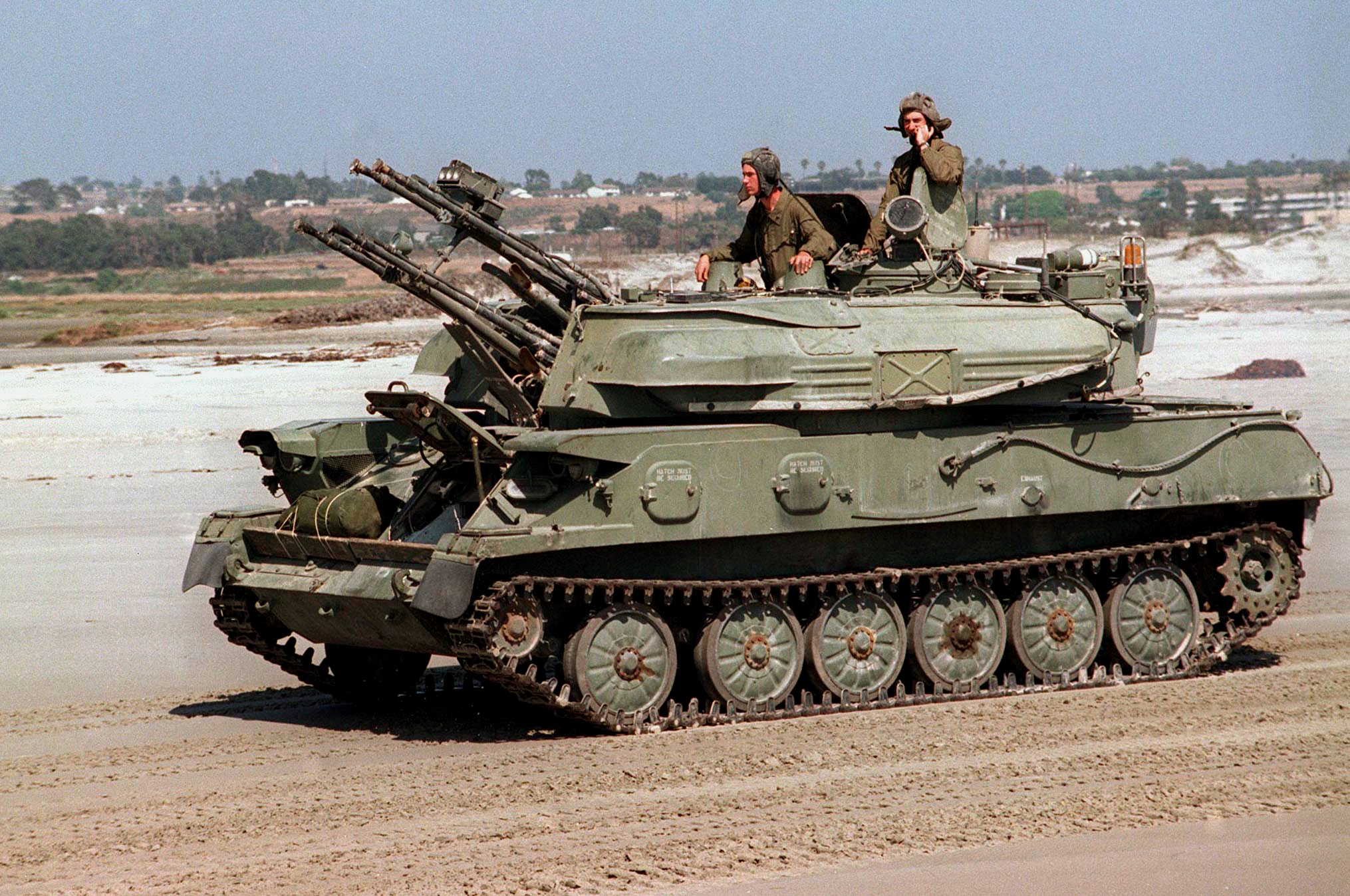
ZSU-23-4
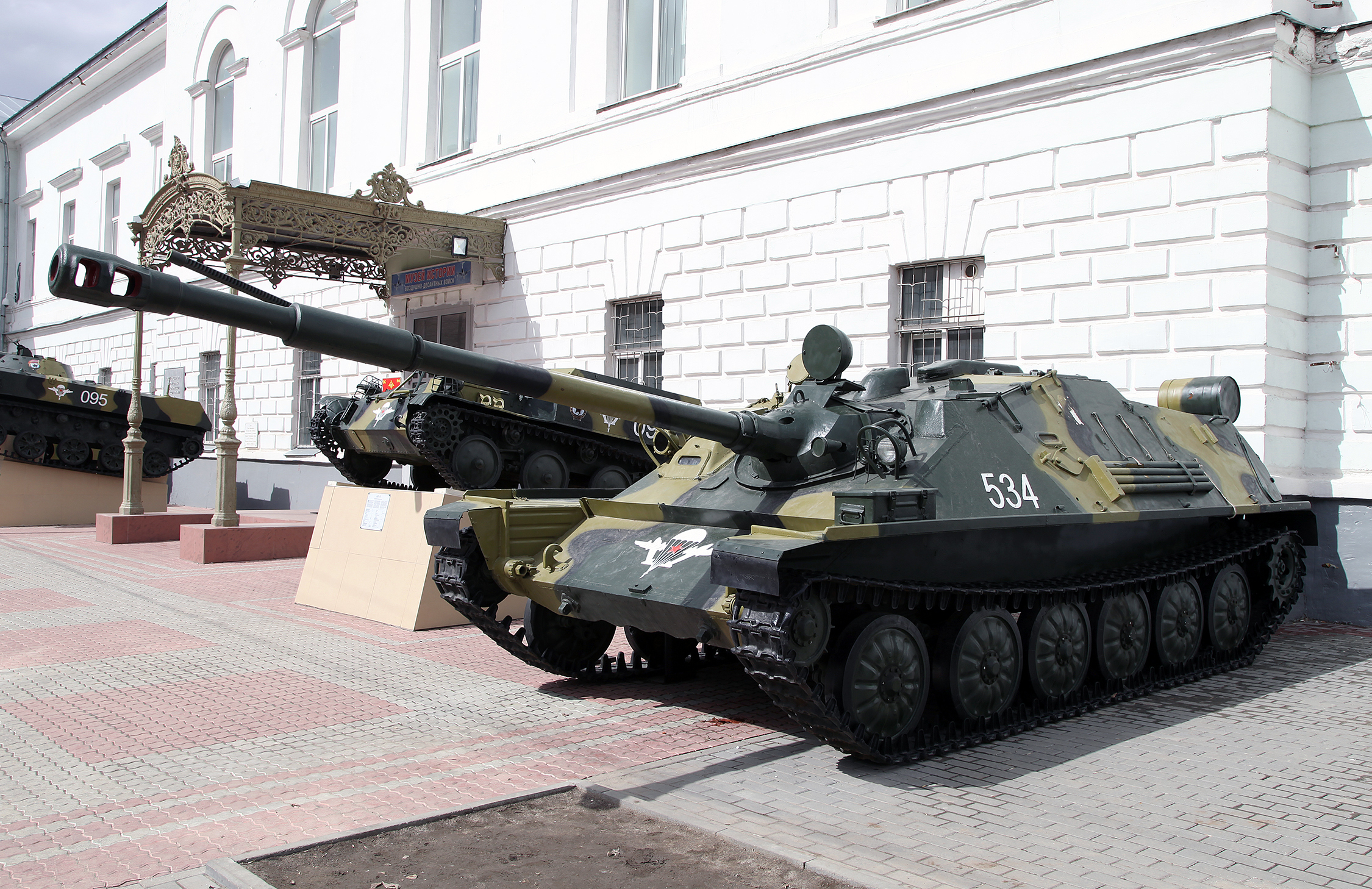
ASU-85

## 開発・生産
ソ連軍は、第二次世界大戦前から水陸両用軽戦車を開発・配備していたが、独ソ戦の開戦後、それらの水陸両用軽戦車の非力さが目立つ上、主力戦車や重戦車の生産が優先されたため、水陸両用軽戦車はT-40以降途絶えていた。しかし、戦後、偵察や上陸作戦支援用として水陸両用軽戦車を開発することとなった。こうして、1947年-1950年に開発されたのがK-90であるが、K-90は浮航時の安定性不足のため不採用となってしまった。
このK-90の経験を活かし、1949年から新規に開発が開始されていた水陸両用軽戦車がPT-76である。K-90の欠点であった浮航時の安定性を改善するため、K-90より大きな船型車体と、車体下部から水流を取り入れ、後面からウォータージェット式推進装置で排出する機構を採用した。エンジンは、戦時中にT-34でも搭載されたV-2 ディーゼルエンジンの気筒数を半分の6気筒にしたV-6を搭載し、主砲も、T-34などが搭載していた76.2mm戦車砲F-34を改良したD-56TまたはD-56TMを採用した。
こうして開発されたPT-76は、満足する性能を有していたため1951年から量産が開始された。
1959年からは改良型のPT-76B（Ob-740B）の生産が開始された。PT-76Bは、核戦争下での活動を視野に入れ、PAZと呼ばれる放射線防護システムを装備している。その他にも、主砲へのスタビライザーの付与、操縦士用赤外線暗視装置の搭載、燃料タンクの拡大による航続距離の延伸などが図られている。
PT-76の生産は1969年まで継続され、生産終了までに総計約7,000両が生産された。

## 配備と運用
ソ連軍では、PT-76を基に開発されたBTR-50装甲兵員輸送車と共に自動車化狙撃兵連隊の偵察中隊や海軍歩兵の支援車両として配備された。現在ロシア連邦軍では、その後開発されたBRDM-1やBRDM-2などの偵察用装甲車両に代替された。
総生産数の内、約2,000両が友好諸国に供与された。友好諸国に供与されたPT-76は、ベトナム戦争・中東戦争・第三次印パ戦争などで実戦投入され、本来の偵察任務や支援に止まらない活躍をしている。悪路に強いPT-76は、インフラが未整備な地域での作戦に重宝された。中国では1966年から「60式水陸両用戦車」としてライセンス無しにコピー生産が行われ、その後、火力を強化し85mm戦車砲を搭載した63式水陸両用戦車も開発され、これらの車両もベトナム戦争やカンボジア内戦・中越戦争に投入されたり、中国の友好諸国に広く供与または販売された。
その他にも、PT-76はポーランド、北朝鮮、インドネシアなど約25ヶ国に配備され、イスラエル軍はエジプトやシリアから鹵獲した車両を運用していた。

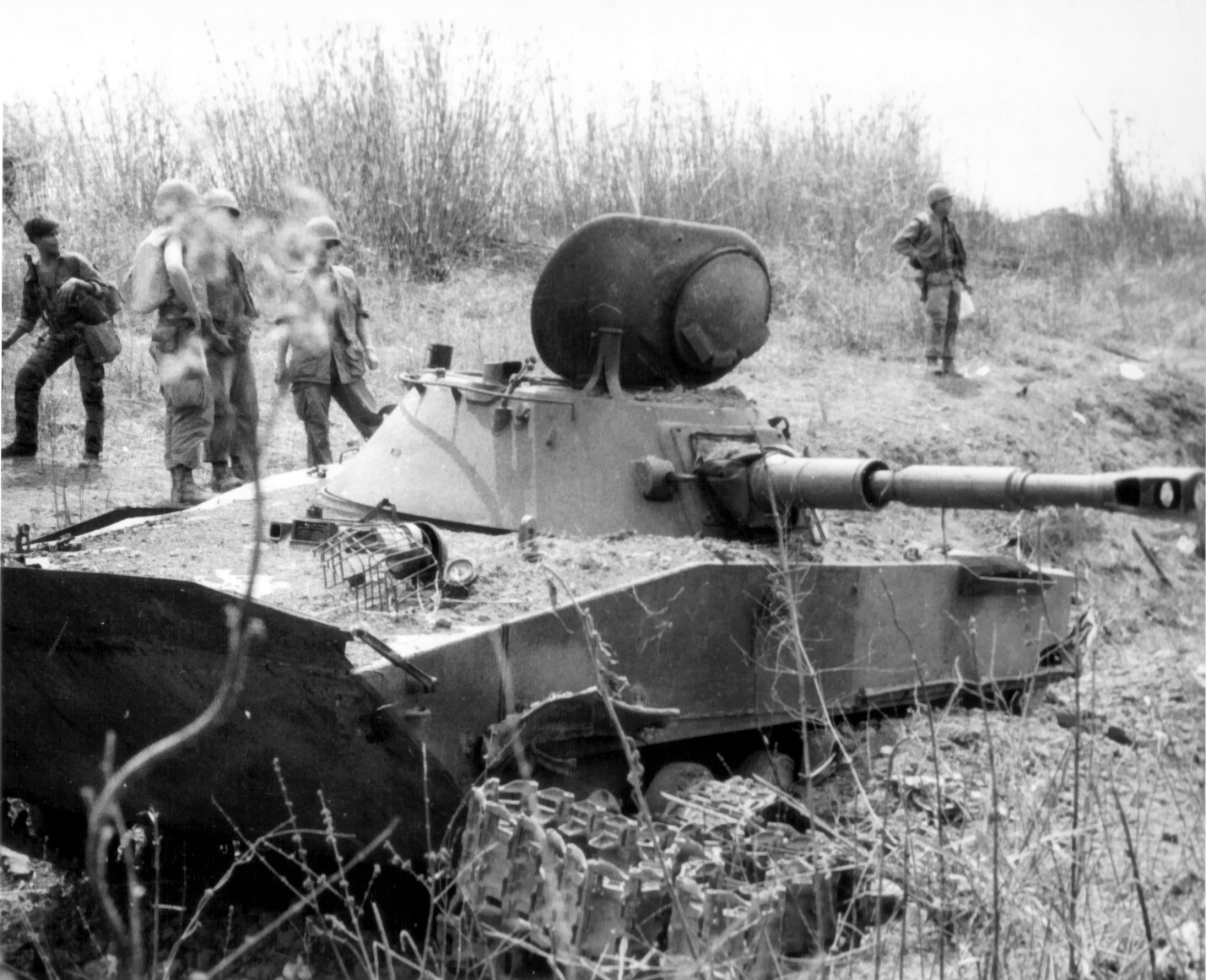
ベトナム戦争で撃破されたPT-76
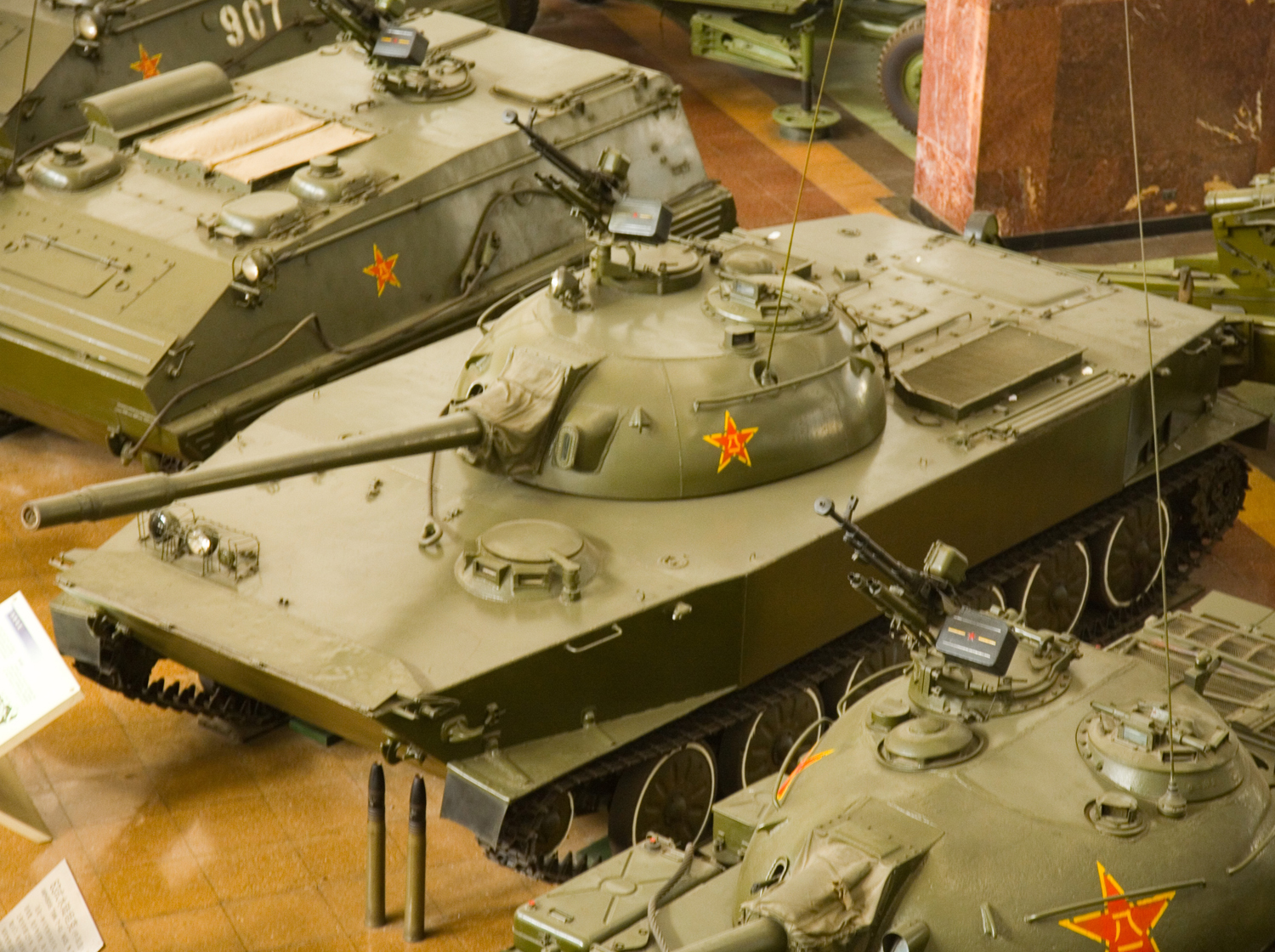
中国の63式水陸両用戦車
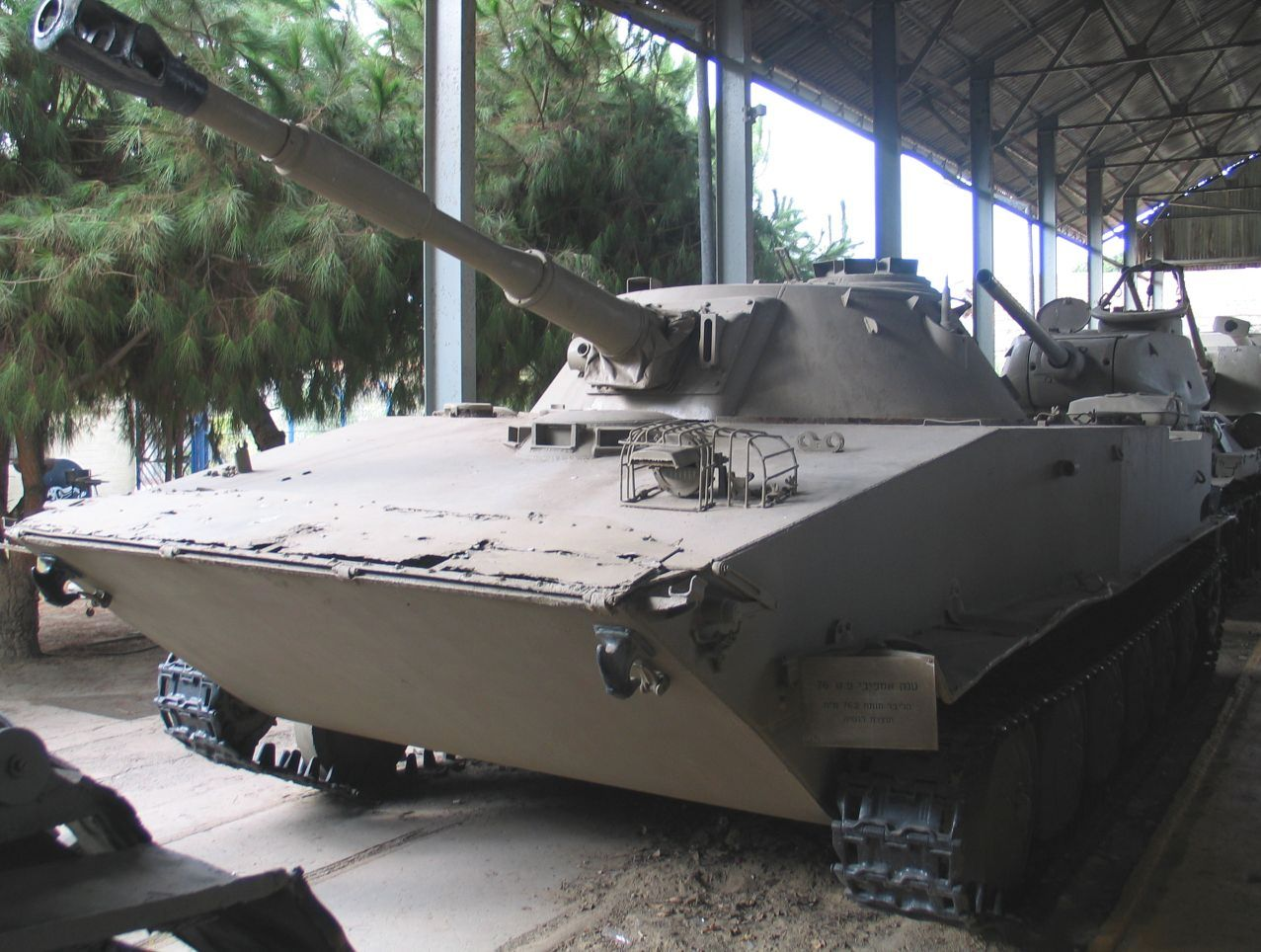
イスラエルの鹵獲車両 (イスラエル国防軍歴史博物館)

## 各型

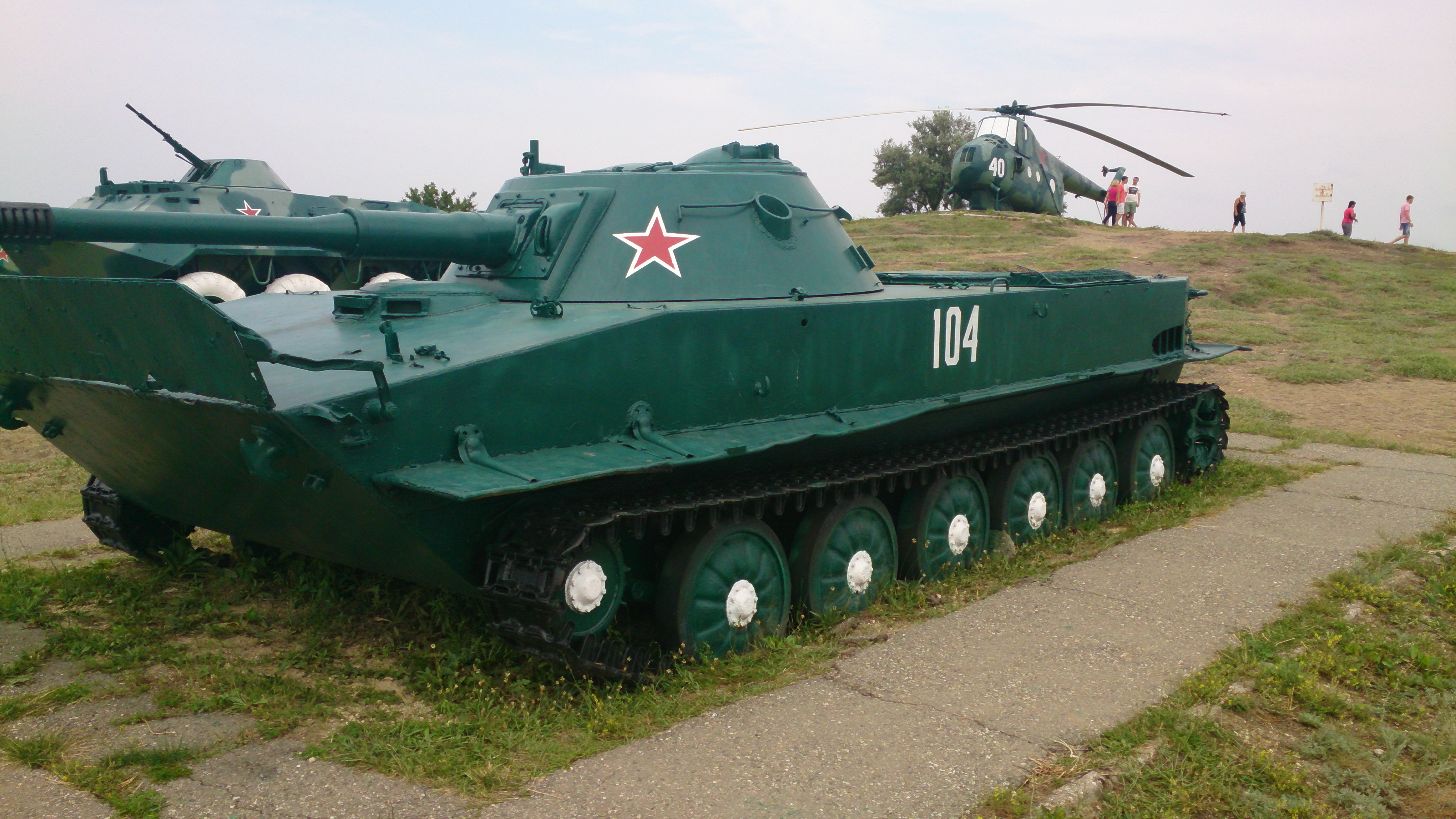
PT-76
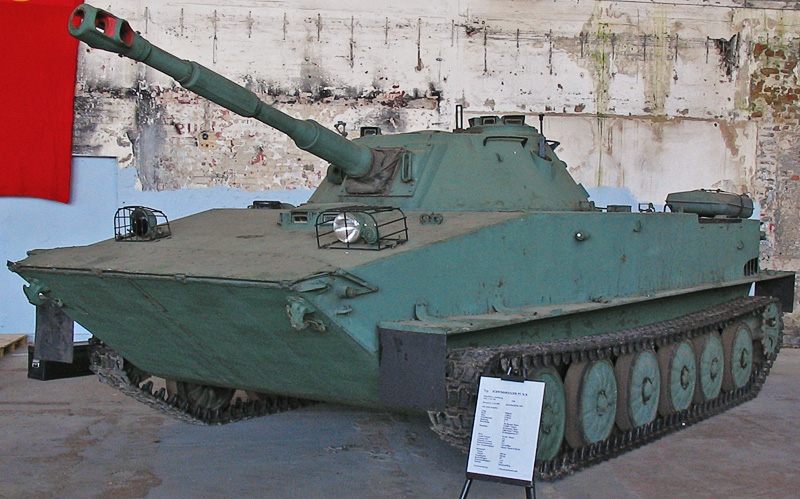
PT-76B
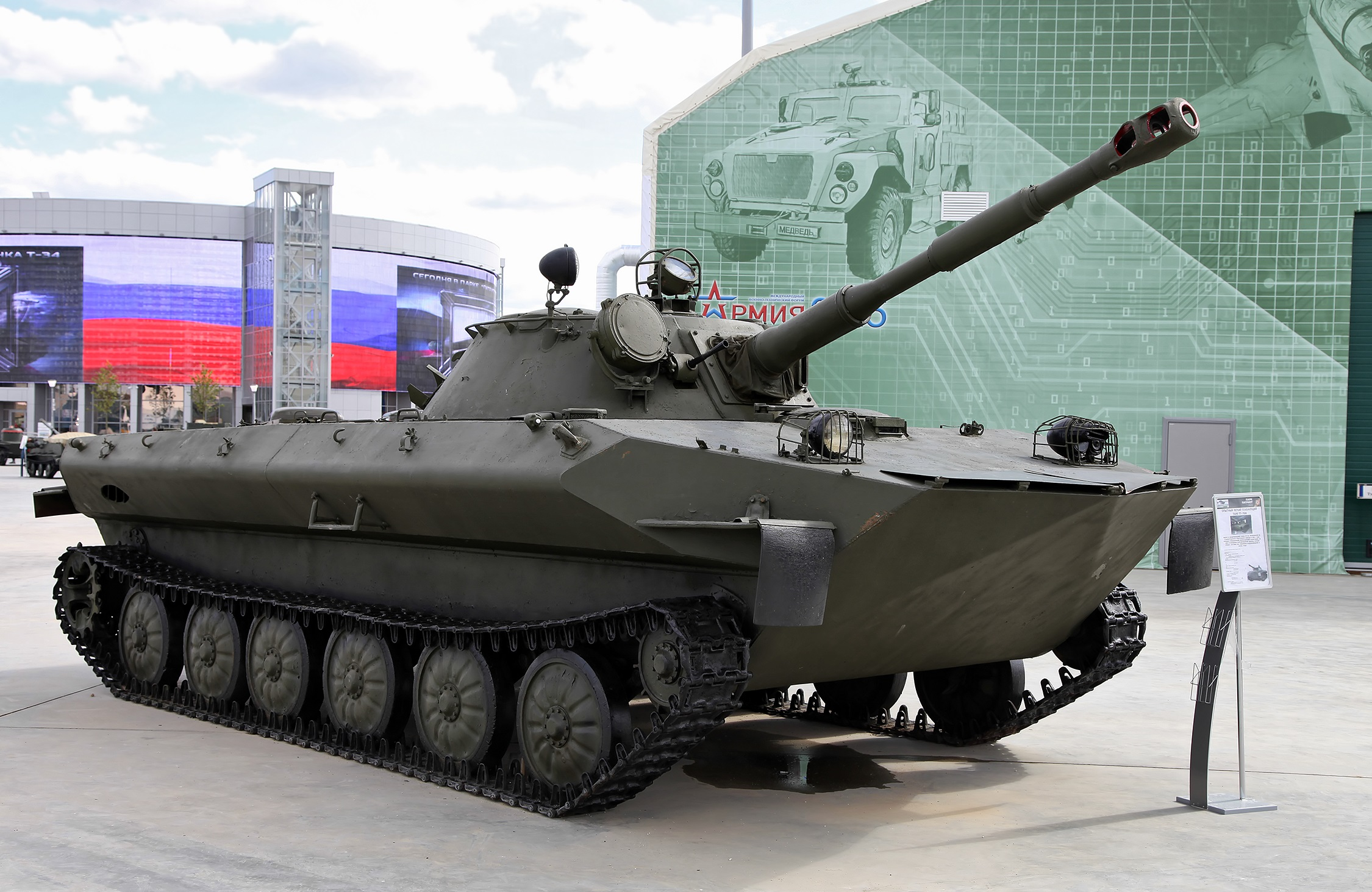
PT-76M

Ob-740
試作型。
PT-76
最初の量産型。
PT-76B
改良型。
PT-76M（オブィエークト907）
エンジンの出力を強化、車体先端の形状を鋭角的な船型とし、側面がより膨らんだ形状とした改良型。試作のみ。
PT-76M
ベラルーシのMinotor Serviceが開発した改良型で機能強化は移動性と火力に重点を置いている。砲塔がBMP-2歩兵戦闘車（IFV）に装備された完全ユニットに置き換えられ、右に車長が座り、左に砲手が座る。上面には9M113のランチャーが装備される。タレットのどちらかの側には、電動式の81mmグレネードランチャーが3本備えられる。エンジンも240馬力V-6B水冷式ディーゼルから300馬力を発揮するUTD-20S1ディーゼルユニットに換装されて強化されている。
- PT-76
- PT-76B
- PT-76M

## 運用国
- アンゴラ
- ベナン
- コンゴ共和国
- コンゴ民主共和国
- キューバ
- ギニア

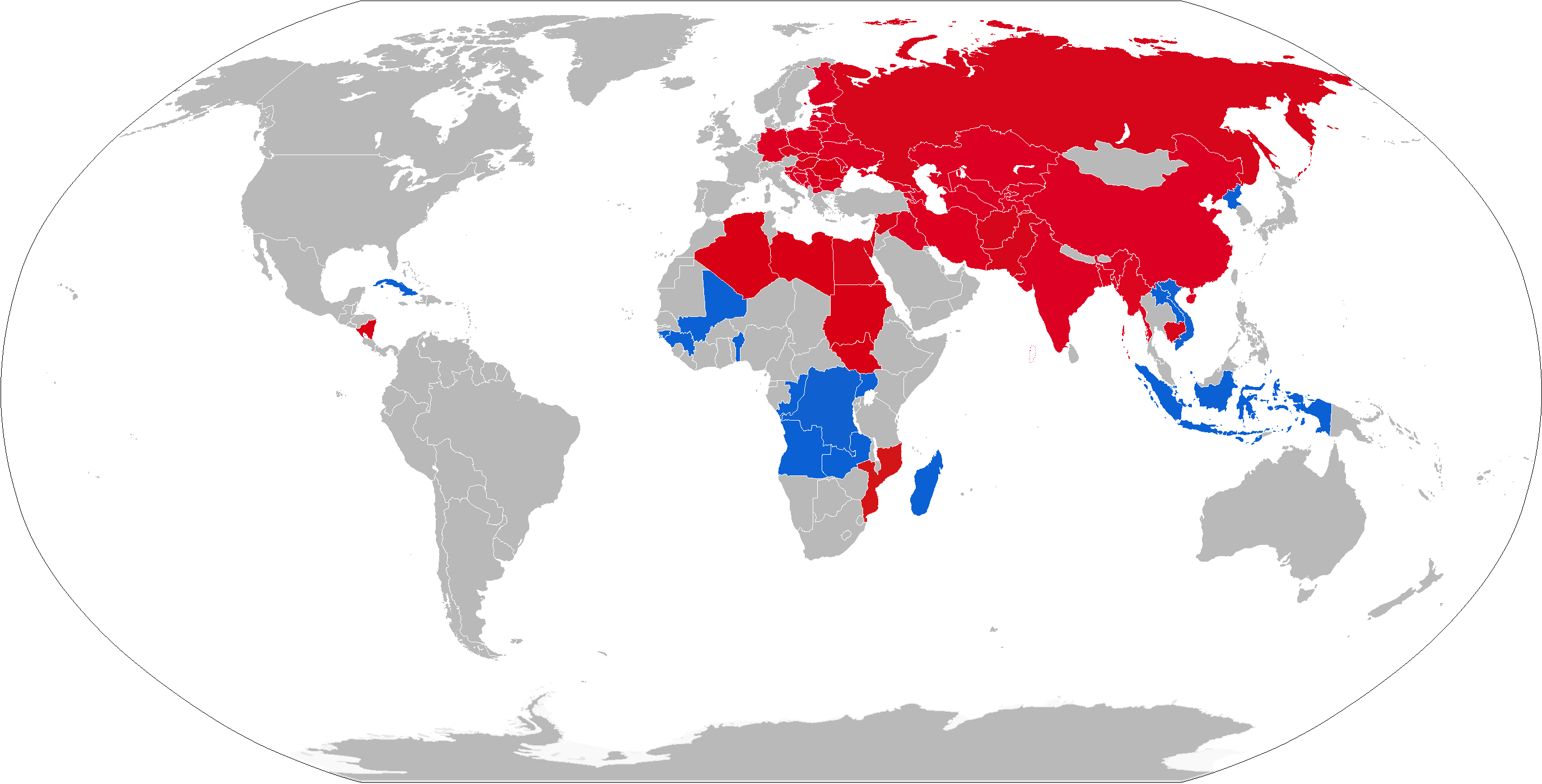
運用国。赤色に塗られている国は退役

- ギニアビサウ - 2024年時点で、ギニアビサウ陸軍が15両のPT-76を保有[2]。
- インドネシア - 2024年時点で、インドネシア海兵隊が55両のPT-76を保有（稼働状態は疑問）[3]。
- ラオス
- マダガスカル - 2023年時点で、マダガスカル陸軍が12両のPT-76を保有[4]。
- マリ
- 朝鮮民主主義人民共和国
- ウガンダ
- ベトナム
- ザンビア

## 登場作品

### ゲーム
『War Thunder』
ランク3のソ連軽戦車ツリーに登場。水上航行も可能。
『バトルフィールド ベトナム』
北ベトナム軍・ベトコンの戦車として登場する。
『Project Reality（BF2）』
北ベトナム軍の軽戦車としてPT-76Aが登場する。装備はTPKU-2B・TShK-66のカメラ2種、TDA 煙幕生成システム、
D-56T 76.2mm戦車砲（BM-354P 76mm HVAP弾・BK-350M 76mm HEAT弾・OF-350 76mm HE-FRAG弾）、7.62mm SGMT同軸機銃、DShK38重機関銃